# M/B Postira
M/B Postira je putnički brod u sastavu Jadrolinije, izgrađen 1963. godine u Uljaniku. Održava liniju Dubrovnik - Koločep - Lopud - Suđurađ. Na toj liniji je zamijenio M/B Perast koji je uništen u Domovinskom ratu. Postojala su 4 ista broda, M/B Postira, M/B Perast, M/B Punat i M/B Porozina, koji su također poznati pod nadimkom “4P”. Za lošeg vremena pokazuje svoje dobre maritimne osobine i isplovljava kad su svi drugi brodovi na vezu.
Dužina: 44,6 m
Širina: 8,1 m
Gaz: 2,9 m
Najveća brzina: 12,2 čvorova
Kapacitet putnika: 380